# Sint-Joost-aan-Zee
Gemeentelijke basisschool Sint-Joost-aan-Zee is aangesloten bij de scholengemeenschap Grootbos-aan-Zee en is opgericht in 1968. De school is gelegen in de Brusselse gemeente Sint-Joost-ten-Node. De directeur van de school is anno 2025 Joshy Vanrusselt. 

## Geschiedenis
Bij de oprichting van de gemeentelijke basisschool Sint-Joost-aan-Zee in 1968 bevonden de schoolgebouwen zich op de Overvloedstraat in de Brusselse gemeente Sint-Joost-ten-Node. Doordat er in de jaren 1990 een boost van kinderen, met vooral Marokkaanse en Turkse afkomst, de school overspoelden, moest de toenmalige directeur Xavier Delcourt op zoek naar een nieuw schoolgebouw. De VGC, de Vlaamse Gemeenschapscommissie, stelde een huis ter beschikking als tijdelijke oplossing.
Midden jaren 1990 verhuisde de school naar het huidige gebouw op de Gresstraat. Dit gebouw werd overgenomen van de Franstalige gemeenteschool die het op dat moment minder goed deed. Het gebouw was een oud gebouw uit 1850 en had veel gebreken, het moest gerenoveerd worden. De klaslokalen van Sint-Joost-aan-Zee hebben een tijdje doorheen Sint-Joost verspreid gelegen tijdens de voorbereidingen voor de renovatie. 
In 2011 zijn de werken na 12 jaar afgerond en werden de gerenoveerde klaslokalen feestelijk ingehuldigd. Voor deze renovatie werd een investering van 3 miljoen euro gedaan. Deze kost werd gedragen door de Vlaamse gemeenschapscommissie en de gemeente Sint-Joost-ten-Node.

## Projecten en realisaties
In 2007 heeft Sint-Joost-aan-Zee de Gouden Ket van het Jaar gewonnen. Dit is een prijs van 5.000 euro die het Vlaams Gemeenschapscentrum (VGC) uitreikt aan verdienstelijke organisaties. Het thema was dat jaar ‘gelijke kansen’. De school won omdat ze de communicatie tussen ouders en school enorm hadden bevorderd dat jaar.
In 2009 hebben de ouders en kinderen van de basisschool samen een kookboek uitgebracht: 'Kip zoekt kok'.
In 2011 werd op initiatief van de Oudervereniging een pedagogische tuin in de school opgericht. Dit groene stukje draagt bij aan de ontwikkeling van kinderen die geen tuin of toegang tot de natuur hebben thuis. Het project heeft de naam ‘Natuur op school’ gekregen en kreeg de steun van het Alain de Pauw Fonds.

## Doelstellingen
Om het besef over duurzaamheid te bevorderen, verzamelt Het Speelhuis, de allerkleinste leerlingen van de school, regenwater om de planten op de school water te kunnen geven.
Verder zet het schoolbestuur in op actieve ontwikkeling van de leerlingen, en hun ouders. Brede school is een samenwerking tussen verschillende partners uit verschillende sectoren die er samen op inzetten een brede leer- en leefomgeving voor de leerlingen van de gemeentelijke basisschool Sint-Joost-aan-Zee te creëren. Het project zet in op de ontwikkeling van verscheidene competenties die de jongeren zowel binnen-, als buiten de schoolmuren kunnen toepassen. Activiteiten die worden georganiseerd zijn: schaken, omnisport, Engels voor beginners, theater, creatieve dans, yoga en nog veel meer.

## Statistieken
In 2022 telde de gemeentelijke basisschool Sint-Joost-aan-Zee 370 leerlingen in 22 klassen over basisschool en kleuterschool gespreid.

## Directeurs/directrices
| Directeur/Directrice | Periode                        | Opmerking |  |
| -------------------- | ------------------------------ | --- |  |
| Xavier Delcourt      | september 1995 - augustus 2005 | Voordat Xavier Delcourt directeur van Sint-Joost-aan-Zee werd, was hij iets minder dan 30 jaar in dienst bij de school. Hij heeft in totaal bijna 40 jaar op gemeentelijke basisschool Sint-Joost-aan-Zee gewerkt. |  |
| Sven Moens           | september 2005 - augustus 2015 | Sven Moens was in 2006 een van de jongste directeurs in Brussel. Hij was zeer positief over het multiculturalisme in de school en wou hier op inspelen. Dit bezorgde hem veel media-aandacht. Hij zorgde ervoor dat de ouders participatief betrokken werden bij de school en ontving hiervoor in 2007 de Gouden Ket van het Jaar. Nadat Moens ontslag nam in 2015, begon hij als directeur in de Schaarbeekse basisschool Paviljoen. Ook hier blijft hij zich actief inzetten voor zijn leerlingen |  |
| Lies Rubbens         | september 2015 - heden         | In 2015 werd Lies Rubbens directeur. Hiervoor werkte ze al 11 jaar als leerkracht en zorgcoördinator voor de school. |  |